# Freestyle-Skiing-Weltcup 1983
Die Saison 1983 war die 4. Saison des von der Fédération Internationale de Ski (FIS) veranstalteten Freestyle-Skiing-Weltcups. Sie begann am 3. Januar 1983 in Mariazell und endete am 19. März 1983 in Angel Fire. Ausgetragen wurden Wettbewerbe in den Disziplinen Aerials (Springen), Moguls (Buckelpiste), Ballett und in der Kombination.

## Männer

### Weltcupwertungen
| Rang | Name            | Punkte |
| ---- | --------------- | ------ |
| 1.   | Peter Judge     | 66     |
| 2.   | Alain Laroche   | 66     |
| 3.   | Éric Laboureix  | 64     |
| 4.   | Mike Nemesvary  | 61     |
| 5.   | Bruce Bolesky   | 60     |
| 6.   | Murray Cluff    | 46     |
| 7.   | Cooper Schell   | 40     |
| 8.   | Jim Erbe        | 35     |
| 9.   | Paul Rosenberg  | 34     |
| 10.  | Ernst Garhammer | 32     |

| Rang | Name              | Punkte |
| ---- | ----------------- | ------ |
| 1.   | Sandro Wirth      | 97     |
| 2.   | Craig Clow        | 92     |
| 3.   | Alain Laroche     | 90     |
| 4.   | Jean Corriveau    | 90     |
| 5.   | Mike Nemesvary    | 87     |
| 6.   | Yves Laroche      | 84     |
| 7.   | Daniel Nieth      | 84     |
| 8.   | Peter Judge       | 76     |
| 9.   | Éric Laboureix    | 62     |
| 10.  | Wayne Hilterbrand | 60     |

| Rang | Name            | Punkte |
| ---- | --------------- | ------ |
| 1.   | Bill Keenan     | 98     |
| 2.   | Stefan Engström | 93     |
| 3.   | Lasse Fahlén    | 93     |
| 4.   | Philippe Deiber | 90     |
| 5.   | Mauro Mottini   | 88     |
| 6.   | Hans Schenk     | 84     |
| 7.   | Jean Dutruilh   | 83     |
| 8.   | Philippe Bron   | 68     |
| 9.   | Éric Laboureix  | 67     |
| 10.  | Andrea Schenk   | 65     |

| Rang | Name               | Punkte |
| ---- | ------------------ | ------ |
| 1.   | Richard Schabl     | 124    |
| 2.   | Hermann Reitberger | 123    |
| 3.   | Ernst Garhammer    | 116    |
| 4.   | Jacques Poillon    | 108    |
| 5.   | Bruce Bolesky      | 102    |
| 6.   | Peter Judge        | 97     |
| 7.   | Alain Laroche      | 89     |
| 8.   | Dan Schindler      | 89     |
| 9.   | Mike Nemesvary     | 88     |
| 10.  | Éric Laboureix     | 87     |

| Rang | Name              | Punkte |
| ---- | ----------------- | ------ |
| 1.   | Alain Laroche     | 42     |
| 2.   | Éric Laboureix    | 42     |
| 3.   | Peter Judge       | 40     |
| 4.   | Mike Nemesvary    | 39     |
| 5.   | Bruce Bolesky     | 38     |
| 6.   | Murray Cluff      | 33     |
| 7.   | Paul Rosenberg    | 30     |
| 8.   | Jim Erbe          | 24     |
| 9.   | Cooper Schell     | 24     |
| 10.  | Chuck Heidenreich | 22     |

### Podestplätze

#### Moguls
| Datum           | Ort        | Disz. | 1. Platz        | 2. Platz        | 3. Platz        |
| --------------- | ---------- | ----- | --------------- | --------------- | --------------- |
| 4. Januar 1983  | Mariazell  | MO    | Philippe Deiber | Lasse Fahlén    | Bill Keenan     |
| 19. Januar 1983 | Tignes     | MO    | Hans Schenk     | Philippe Deiber | Lasse Fahlén    |
| 3. Februar 1983 | Livigno    | MO    | Bill Keenan     | Stefan Engström | Mauro Mottini   |
| 5. Februar 1983 | Livigno    | MO    | Bill Keenan     | Mauro Mottini   | Philippe Deiber |
| 16. März 1983   | Angel Fire | MO    | Stefan Engström | Cooper Schell   | Bill Keenan     |
| 18. März 1983   | Angel Fire | MO    | Bill Keenan     | Lasse Fahlén    | Frank Beddor    |

#### Aerials
| Datum            | Ort         | Disz. | 1. Platz       | 2. Platz        | 3. Platz       |
| ---------------- | ----------- | ----- | -------------- | --------------- | -------------- |
| 21. Januar 1983  | Tignes      | AE    | Sandro Wirth   | Jean Corriveau  | Yves Laroche   |
| 22. Januar 1983  | Tignes      | AE    | Sandro Wirth   | Craig Clow      | Jean Corriveau |
| 4. Februar 1983  | Livigno     | AE    | Sandro Wirth   | Jean Corriveau  | Yves Laroche   |
| 13. Februar 1983 | Ravascletto | AE    | Alain Laroche  | Craig Clow      | Daniel Nieth   |
| 19. März 1983    | Angel Fire  | AE    | Mike Nemesvary | Jean-Marc Rozon | Craig Clow     |
| 19. März 1983    | Angel Fire  | AE    | Alain Laroche  | Jean-Marc Rozon | Frank Beddor   |

#### Ballett
| Datum            | Ort          | Disz. | 1. Platz           | 2. Platz           | 3. Platz           |
| ---------------- | ------------ | ----- | ------------------ | ------------------ | ------------------ |
| 3. Januar 1983   | Mariazell    | AC    | Richard Schabl     | Hermann Reitberger | Ernst Garhammer    |
| 20. Januar 1983  | Tignes       | AC    | Richard Schabl     | Hermann Reitberger | Ernst Garhammer    |
| 29. Januar 1983  | Oberjoch     | AC    | Hermann Reitberger | Richard Schabl     | Ernst Garhammer    |
| 2. Februar 1983  | Livigno      | AC    | Richard Schabl     | Ernst Garhammer    | Peter Judge        |
| 12. Februar 1983 | Ravascletto  | AC    | Richard Schabl     | Jacques Poillon    | Hermann Reitberger |
| 11. März 1983    | Squaw Valley | AC    | Hermann Reitberger | Richard Schabl     | Daniel Cote        |
| 17. März 1983    | Angel Fire   | AC    | Hermann Reitberger | Richard Schabl     | Ernst Garhammer    |

#### Kombination
| Datum            | Ort         | Disz. | 1. Platz       | 2. Platz       | 3. Platz       |
| ---------------- | ----------- | ----- | -------------- | -------------- | -------------- |
| 21. Januar 1983  | Tignes      | CO    | Éric Laboureix | Mike Nemesvary | Bruce Bolesky  |
| 22. Januar 1983  | Tignes      | CO    | Peter Judge    | Bruce Bolesky  | Mike Nemesvary |
| 4. Februar 1983  | Livigno     | CO    | Alain Laroche  | Peter Judge    | Éric Laboureix |
| 13. Februar 1983 | Ravascletto | CO    | Alain Laroche  | Éric Laboureix | Paul Rosenberg |
| 19. März 1983    | Angel Fire  | CO    | Peter Judge    | Frank Beddor   | Bruce Bolesky  |
| 19. März 1983    | Angel Fire  | CO    | Frank Beddor   | Alain Laroche  | Éric Laboureix |

## Frauen

### Weltcupwertungen
| Rang | Name                 | Punkte |
| ---- | -------------------- | ------ |
| 1.   | Conny Kissling       | 35     |
| 2.   | Marie-Claude Asselin | 34     |
| 3.   | Eveline Wirth        | 26     |
| 4.   | Hayley Wolff         | 24     |
| 5.   | Catherine Frarier    | 23     |
| 6.   | Liz Heidenreich      | 18     |
| 7.   | Lucie Barma          | 15     |
| 8.   | Meredith Gardner     | 12     |
| 9.   | Jan Bucher           | 12     |
| 10.  | Mary Jo Tiampo       | 12     |

| Rang | Name                 | Punkte |
| ---- | -------------------- | ------ |
| 1.   | Marie-Claude Asselin | 48     |
| 2.   | Liz Heidenreich      | 42     |
| 3.   | Eveline Wirth        | 42     |
| 4.   | Conny Kissling       | 40     |
| 5.   | Catherine Frarier    | 30     |
| 6.   | Andrea Amann         | 27     |
| 7.   | Hayley Wolff         | 24     |
| 8.   | Brigitte de Roche    | 24     |
| 9.   | Anika Wignas         | 22     |
| 10.  | Meredith Gardner     | 20     |

| Rang | Name                 | Punkte |
| ---- | -------------------- | ------ |
| 1.   | Hayley Wolff         | 46     |
| 2.   | Mary Jo Tiampo       | 46     |
| 3.   | Erika Gallizzi       | 37     |
| 4.   | Hilary Engisch       | 33     |
| 5.   | Marie-Claude Asselin | 32     |
| 6.   | Conny Kissling       | 29     |
| 7.   | Lucie Barma          | 24     |
| 8.   | Laura Colnaghi       | 22     |
| 9.   | Madeline Uvhagen     | 18     |
| 10.  | Lisa Downing         | 16     |

| Rang | Name                 | Punkte |
| ---- | -------------------- | ------ |
| 1.   | Jan Bucher           | 60     |
| 2.   | Christine Rossi      | 56     |
| 3.   | Conny Kissling       | 51     |
| 4.   | Lucie Barma          | 43     |
| 5.   | Liz Heidenreich      | 40     |
| 6.   | Catherine Frarier    | 33     |
| 7.   | Marie-Claude Asselin | 31     |
| 8.   | Eveline Wirth        | 31     |
| 9.   | Karen Benker         | 28     |
| 10.  | Patricia Picard      | 21     |

| Rang | Name                 | Punkte |
| ---- | -------------------- | ------ |
| 1.   | Marie-Claude Asselin | 32     |
| 2.   | Conny Kissling       | 30     |
| 3.   | Eveline Wirth        | 23     |
| 4.   | Hayley Wolff         | 22     |
| 5.   | Catherine Frarier    | 22     |
| 6.   | Meredith Gardner     | 12     |
| 7.   | Anika Wagnas         | 9      |
| 8.   | Hedy Garhammer       | 4      |
| 8.   | Betsy Reid           | 4      |
| 10.  | Betsy Conroy         | 3      |

### Podestplätze

#### Moguls
| Datum           | Ort        | Disz. | 1. Platz       | 2. Platz             | 3. Platz         |
| --------------- | ---------- | ----- | -------------- | -------------------- | ---------------- |
| 4. Januar 1983  | Mariazell  | MO    | Mary Jo Tiampo | Hilary Engisch       | Erika Gallizzi   |
| 19. Januar 1983 | Tignes     | MO    | Hayley Wolff   | Mary Jo Tiampo       | Hilary Engisch   |
| 3. Februar 1983 | Livigno    | MO    | Hayley Wolff   | Laura Colnaghi       | Madeline Uvhagen |
| 5. Februar 1983 | Livigno    | MO    | Hayley Wolff   | Mary Jo Tiampo       | Erika Gallizzi   |
| 16. März 1983   | Angel Fire | MO    | Hilary Engisch | Lisa Downing         | Mary Jo Tiampo   |
| 18. März 1983   | Angel Fire | MO    | Mary Jo Tiampo | Marie-Claude Asselin | Hayley Wolff     |

#### Aerials
| Datum            | Ort         | Disz. | 1. Platz             | 2. Platz        | 3. Platz       |
| ---------------- | ----------- | ----- | -------------------- | --------------- | -------------- |
| 21. Januar 1983  | Tignes      | AE    | Marie-Claude Asselin | Liz Heidenreich | Eveline Wirth  |
| 22. Januar 1983  | Tignes      | AE    | Marie-Claude Asselin | Liz Heidenreich | Andrea Amann   |
| 4. Februar 1983  | Livigno     | AE    | Marie-Claude Asselin | Liz Heidenreich | Eveline Wirth  |
| 13. Februar 1983 | Ravascletto | AE    | Marie-Claude Asselin | Eveline Wirth   | Conny Kissling |
| 19. März 1983    | Angel Fire  | AE    | Marie-Claude Asselin | Conny Kissling  | Eveline Wirth  |
| 19. März 1983    | Angel Fire  | AE    | Marie-Claude Asselin | Eveline Wirth   | Conny Kissling |

#### Ballett
| Datum            | Ort          | Disz. | 1. Platz        | 2. Platz        | 3. Platz       |
| ---------------- | ------------ | ----- | --------------- | --------------- | -------------- |
| 3. Januar 1983   | Mariazell    | AC    | Jan Bucher      | Christine Rossi | Conny Kissling |
| 20. Januar 1983  | Tignes       | AC    | Jan Bucher      | Christine Rossi | Conny Kissling |
| 29. Januar 1983  | Oberjoch     | AC    | Jan Bucher      | Christine Rossi | Conny Kissling |
| 2. Februar 1983  | Livigno      | AC    | Jan Bucher      | Conny Kissling  | Lucie Barma    |
| 12. Februar 1983 | Ravascletto  | AC    | Christine Rossi | Jan Bucher      | Lucie Barma    |
| 11. März 1983    | Squaw Valley | AC    | Jan Bucher      | Christine Rossi | Lucie Barma    |
| 17. März 1983    | Angel Fire   | AC    | Jan Bucher      | Karen Benker    | Conny Kissling |

#### Kombination
| Datum            | Ort         | Disz. | 1. Platz             | 2. Platz             | 3. Platz          |
| ---------------- | ----------- | ----- | -------------------- | -------------------- | ----------------- |
| 21. Januar 1983  | Tignes      | CO    | Marie-Claude Asselin | Conny Kissling       | Hayley Wolff      |
| 22. Januar 1983  | Tignes      | CO    | Conny Kissling       | Marie-Claude Asselin | Hayley Wolff      |
| 4. Februar 1983  | Livigno     | CO    | Marie-Claude Asselin | Conny Kissling       | Eveline Wirth     |
| 13. Februar 1983 | Ravascletto | CO    | Marie-Claude Asselin | Conny Kissling       | Hayley Wolff      |
| 19. März 1983    | Angel Fire  | CO    | Marie-Claude Asselin | Eveline Wirth        | Catherine Frarier |
| 19. März 1983    | Angel Fire  | CO    | Conny Kissling       | Marie-Claude Asselin | Catherine Frarier |